# Des heures passent...
Des heures passent… op. 1 est une suite de quatre pièces pour piano, composée par Albert Roussel en 1898. La partition est publiée la même année par les Éditions Hamelle. Peu représentative du futur style de l'auteur de la Suite op. 14 et de la Sonatine op. 16, il s'agit de la première partition publiée de Roussel.

## Composition
Albert Roussel, élève de l'École navale, se décide en 1894 « à rompre avec la vie de marin pour se consacrer entièrement à l'art ; il étudie le contrepoint avec Gigout puis, en 1898, il entre à la Schola pour y suivre l'enseignement de Vincent d'Indy. Sa première partition, une suite pour piano intitulée Des heures passent, date de cette époque ». 
Arthur Hoérée rappelle que « Gigout avait dit au jeune Roussel : « Ne publiez rien avant quatre ans ». L'élève a suivi le conseil ». La partition est publiée en 1898 par les Éditions Hamelle et « totalise en somme l'ensemble des connaissances musicales acquises » par l'apprenti compositeur auprès de Gigout.

## Présentation
L'œuvre est en quatre mouvements :
1. « Graves, légères… » — Lent, à quatre temps (noté ) puis Allegretto scherzando à 
 — dédié à madame Ricour de Bourgies ;
2. « Joyeuses… » — Allegretto non troppo à 
 — dédié à madame Henry-Baudot ;
3. « Tragiques… » — Assez lent, à quatre temps (noté ) — dédié à mademoiselle Léontine Wattel ;
4. « Champêtres… » — Animé, à 
 — dédié à mademoiselle Jeanne Taravant.

La durée d'exécution est d'environ 14 min.

## Analyse
Des heures passent… « illustrent avec élégance, quoique sans réel imprévu, le programme d'impressions poétiques suggérées par le titre ». Roussel « imite encore ses maîtres, les musiciens qu'il admire. Chopin n'est pas éloigné dans ces pages déjà sensibles, bien sonnantes ». Mais « tel quel — et tenant compte des inévitables raisons de son imperfection — ce morceau ne laissera pas cependant que de nous faire déjà entrevoir par quelques détails significatifs, la sérieuse nature des aspirations dont s'accompagne le tardif appareillage du musicien Roussel vers les mystérieux horizons des sonorités inédites, plus attirants encore que ceux des mers ignorées dont s'enivrait, quelques années plus tôt, son rêve de navigateur juvénile ».

### «Graves, légères…»
Cette première pièce, « en sol mineur, obéit sans grande originalité à ce programme : seize mesures d'un sombre choral (lent), tout gémissant d'incessants chromatismes, s'enchaînent avec une danse espiègle et gracieuse (Allegretto scherzando à 
), presque une valse, qui rappelle, à l'harmonie près, la manière de Mendelssohn ».
Ici, pour Alfred Cortot, la « lente déploration d'un dessin chromatique descendant auquel Jean-Sébastien avait déjà demandé en maintes pages sublimes de symboliser l'expression de toutes les douleurs, y sert d'introduction à un second épisode, en forme de Scherzo modéré, dont la badinerie quelque peu académique ne s'entend que fort imparfaitement à suggérer le charme des Heures légères qu'elle prétend caractériser ».

### «Joyeuses…»
Guy Sacre trouve « de tout dans la pièce Joyeuses… (en ut dièse mineur : remarquons que pour la deuxième fois consécutive, le compositeur ne craint pas d'associer le mode mineur à la bonne humeur) ; de tout, mais fort peu de Roussel ».
Pour Alfred Cortot, ce second mouvement, « chargé de nous dépeindre l'ivresse des Heures joyeuses, s'y emploie d'une sagesse quelque peu surprenante, sur un rythme de pas redoublé à deux sujets, dont les banales alternatives sont vraiment dépourvues de tout accent contagieux ».

### «Tragiques…»
C'est encore un « paradoxe » pour Guy Sacre que la tonalité de la bémol majeur. Alfred Cortot souligne que ces Heures tragiques, « plus imagées, encore que tout aussi naïves, s'émeuvent des sonorités d'un glas insistant, auxquelles succède un intermède de notation pianistique dont il n'est que juste de relever l'ingéniosité, mélangé de passagères et dolentes illusions au thème des Heures graves ».

### «Champêtres…»
Cette pièce adopte « la forme inattendue d'une petite fugue (en sol majeur, animé). Encore un paradoxe : l'inspiration bucolique n'a que faire, ordinairement, d'une écriture savante. La pièce n'en est pas moins fraîche pour autant, et ces contrepoints sont traités avec suffisamment de clarté et d'esprit pour ne pas peser. C'est le morceau le plus réussi du cycle », selon Guy Sacre : « On ne s'y ennuie guère, et c'est déjà beaucoup au regard des précédents ».
Arthur Hoérée signale « cette fugue alerte, d'un réel savoir-faire et qui garde toute sa fraîcheur. Gigout, d'ailleurs, n'avait-il pas dit de l'apprenti-musicien qu'il avait le génie de la fugue ? »
Pour Alfred Cortot, ces Heures champêtres sont « abondantes en jeux d'imitations mélodiques, fertiles en menues complications de détail, et plus proches du satisfaisant devoir de style fugué que de l'évocation d'un agreste divertissement. Là encore, un rappel incident d'un motif des Heures légères s'efforce à parfaire d'une touche ingénue, les modalités toutes superficielles de l'intention cyclique ».
La partition suivante de Roussel pour piano, les Rustiques op. 5, sera l'œuvre d'« un musicien libre et spontané, dont le métier s'est affermi dans la souplesse, dont la palette s'est enrichie de cent nuances nouvelles ».

## Postérité
En 1930, René Dumesnil présente les « quatre pièces » sous le titre Les heures passent.
En 1987, Harry Halbreich qualifie la partition de « début remarquablement tardif (1898, l'auteur avait près de trente ans), encore assez timide et impersonnel dans la carrière du compositeur ».
En 1998, Guy Sacre présente « dans l'ensemble, sous un joli titre, une œuvre assez impersonnelle, empêtrée dans ses moyens et soumise à l'influence de d'Indy et de la Schola. Mais enfin c'est la première que son auteur ait jugée digne de la publication, après en avoir détruit un bon nombre ».

### Ouvrages généraux
- Alfred Cortot, La Musique française de piano, Paris, Presses Universitaires de France, coll. « Quadrige » (no 25), 1981 (1re éd. 1937), 764 p. (ISBN 2-13-037278-3, OCLC 612162122, BNF 34666356), « L'œuvre pianistique d'Albert Roussel », p. 591–617.
- René Dumesnil, La musique contemporaine en France, t. I, Paris, Armand Colin, 1930, 218 p., « Albert Roussel », p. 199-205.
- Harry Halbreich, « Albert Roussel », dans François-René Tranchefort (dir.), Guide de la musique de piano et de clavecin, Paris, Fayard, coll. « Les Indispensables de la musique », 1987, 867 p. (ISBN 978-2-213-01639-9, OCLC 17967083), p. 621-624.
- Paul Pittion, La musique et son histoire (t. II) : de Beethoven à nos jours, Paris, Éditions Ouvrières, 1960, 574 p., « Albert Roussel », p. 286-291.
- Guy Sacre, La musique pour piano : dictionnaire des compositeurs et des œuvres, vol. II (J-Z), Paris, Robert Laffont, coll. « Bouquins », 1998, 2998 p. (ISBN 978-2-221-08566-0), p. 2335-2345.

### Monographies
- Françoise Andrieu, « Catalogue des œuvres », dans École normale de musique de Paris, Jean Austin (dir.), Albert Roussel, Paris, Actes Sud, 1987, 125 p. (ISBN 2-86943-102-3), p. 46–95.
- Nicole Labelle, Catalogue raisonné de l'œuvre d'Albert Roussel, Louvain-la-Neuve, Département d'archéologie et d'histoire de l'art, Collège Érasme, coll. « Publications d'histoire de l'art et d'archéologie de l'Université catholique de Louvain » (no 78), 1992, 159 p..
- Damien Top, Albert Roussel, Paris, Bleu nuit éditeur, coll. « Horizons » (no 53), 2016, 176 p. (ISBN 978-2-35884-062-0).